# Snip et Snap

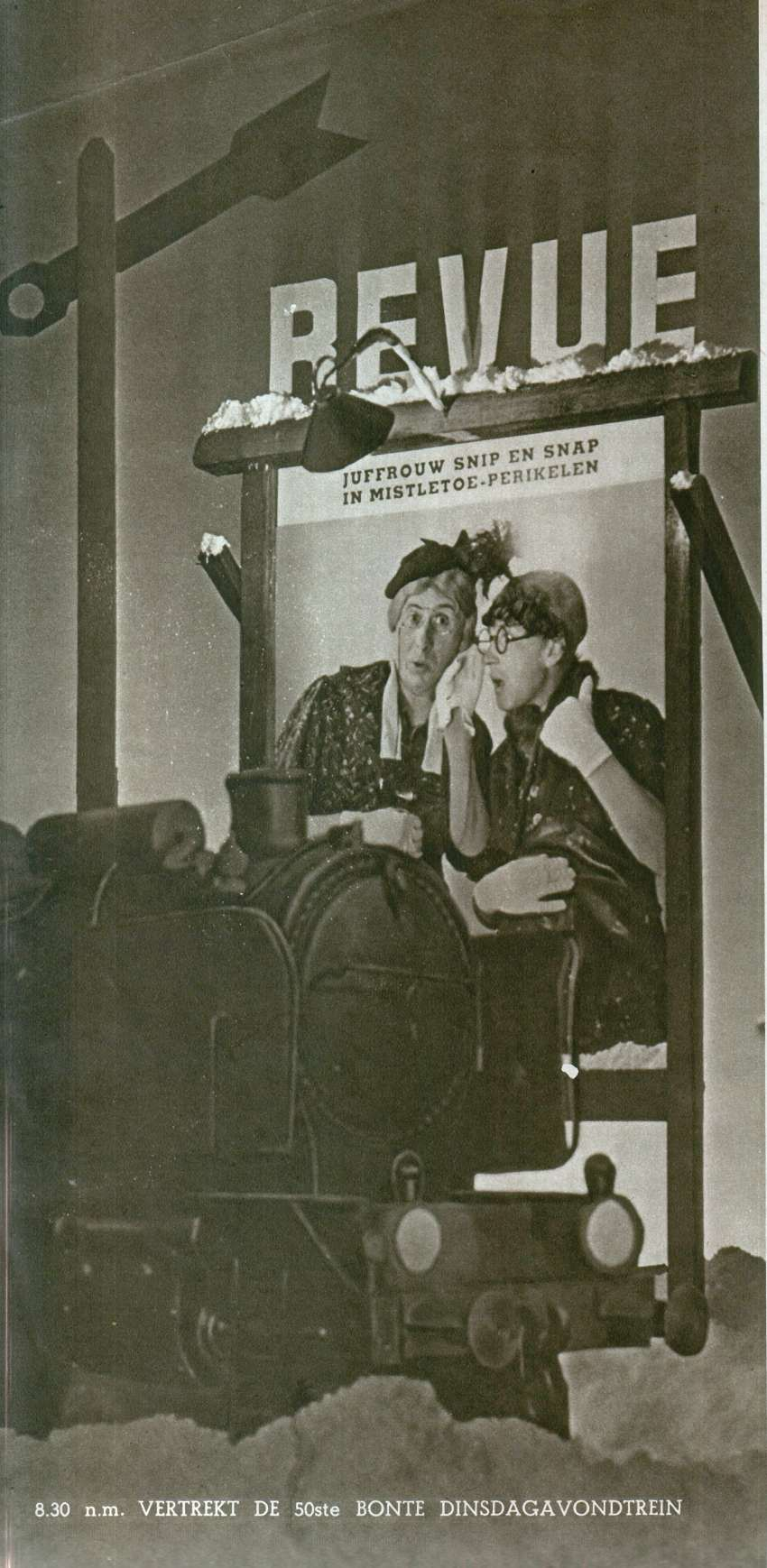
Affiche de 1937 pour la revue Snip et Snap.

Snip et Snap était un duo comique néerlandais composé de Willy Walden (nl) et Piet Muijselaar (nl) et qui animait une revue. Il fut actif entre 1937 et 1977 et leur revue fut diffusée aussi bien à la radio qu'à la télévision.

## Artistes invités dans la revue
- IJf Blokker (en)
- Anneke Grönloh
- Donald Jones
- Corry Brokken
- Teddy Scholten
- Helen Shepherd (nl)
- Mieke Telkamp

## Galerie

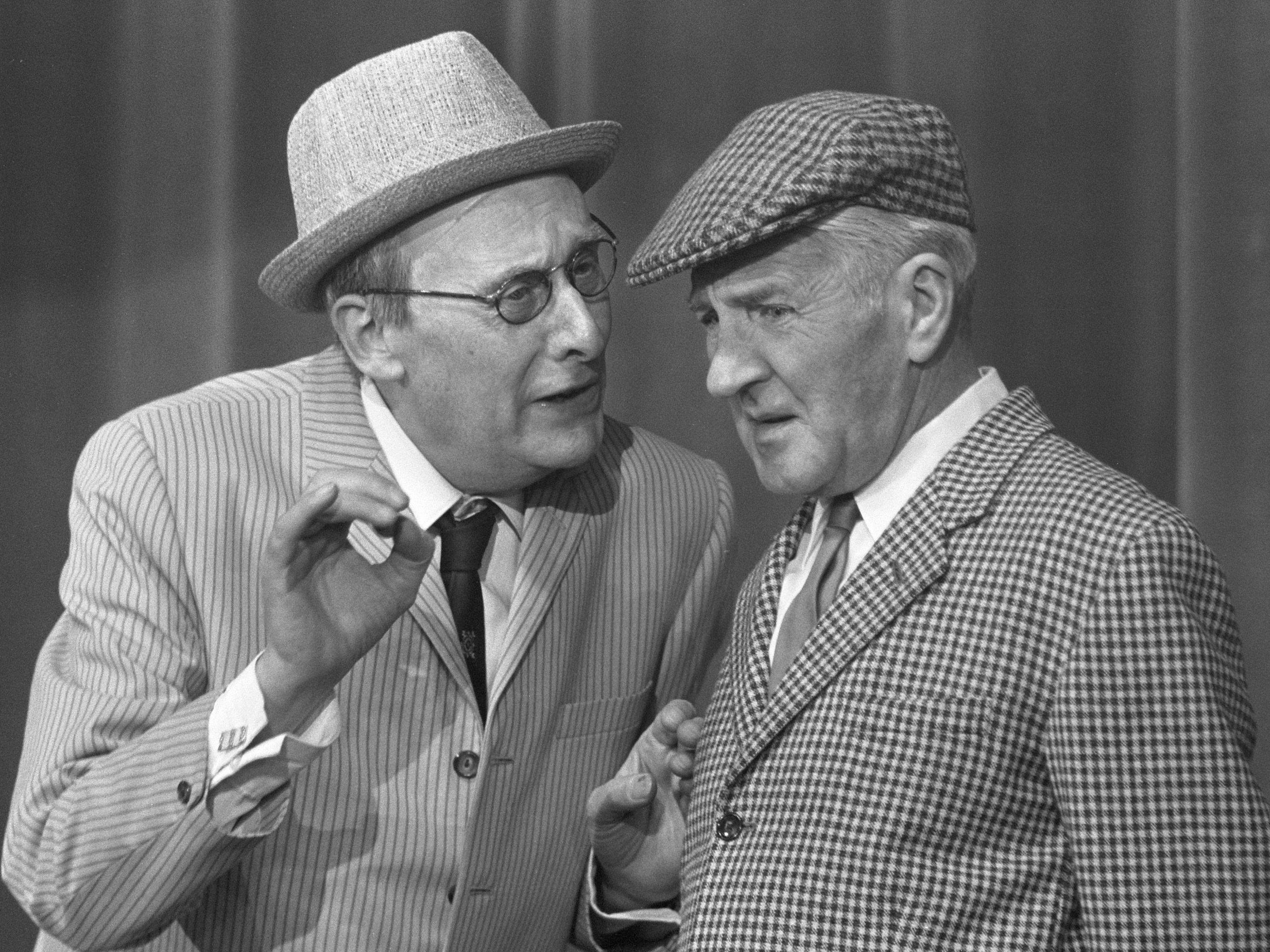
Willy Walden (nl) et Piet Muijselaar (nl) en 1969.
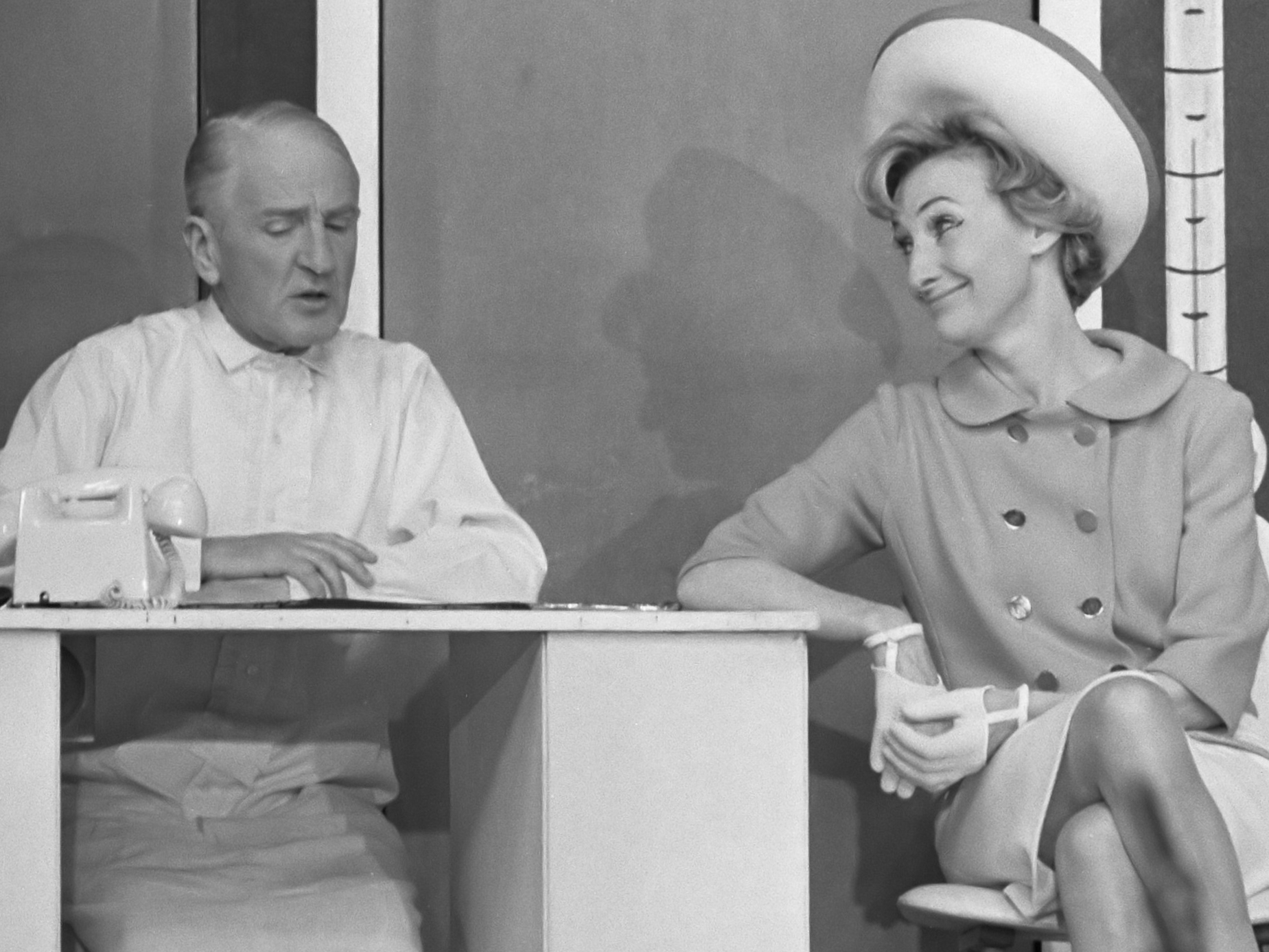
Willy Waden (nl) et Aase Rasmussen (nl) en 1970 dans la revue Snip et Snap
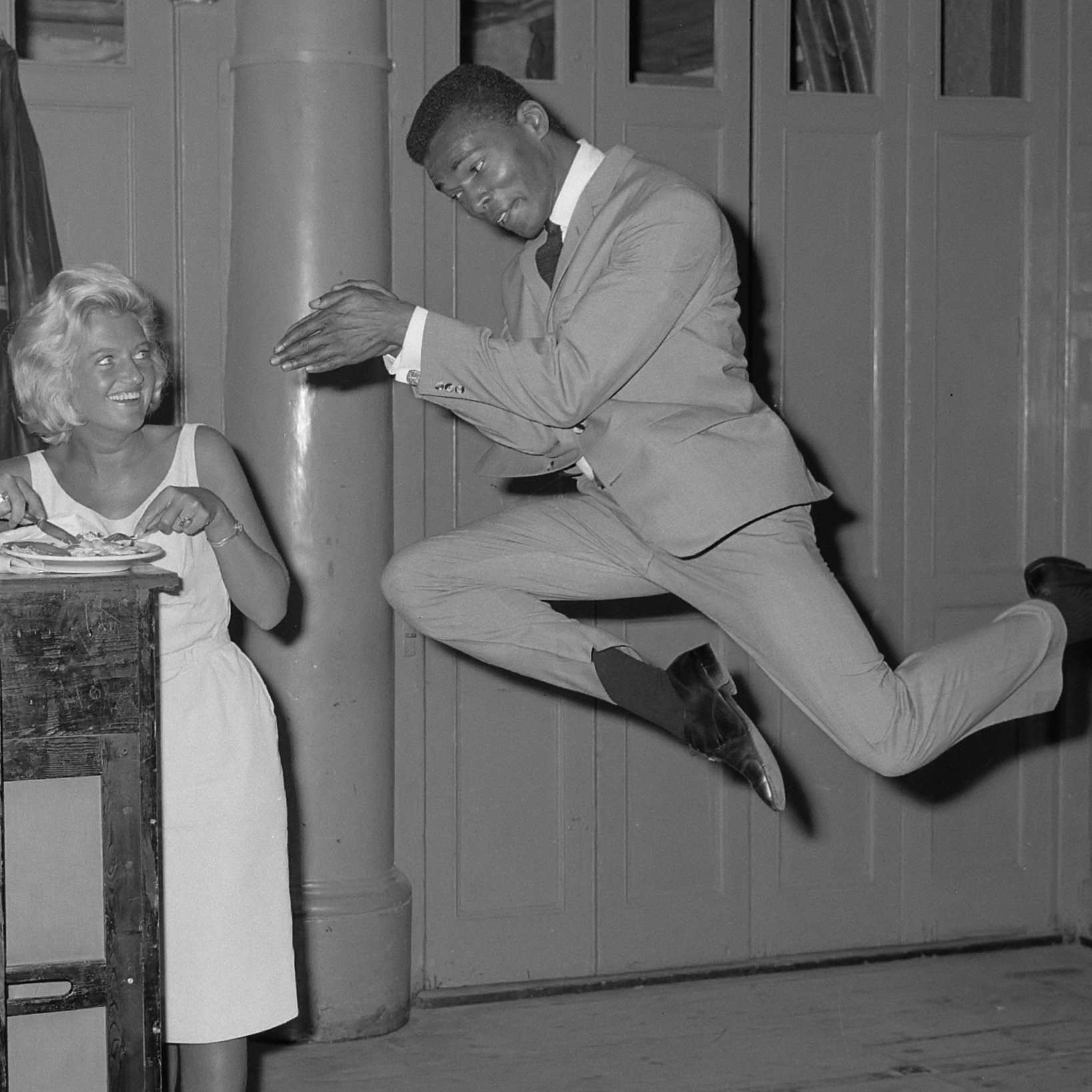
Donald Jones et Mieke Telkamp dans la revue Snip et Snap en 1964.
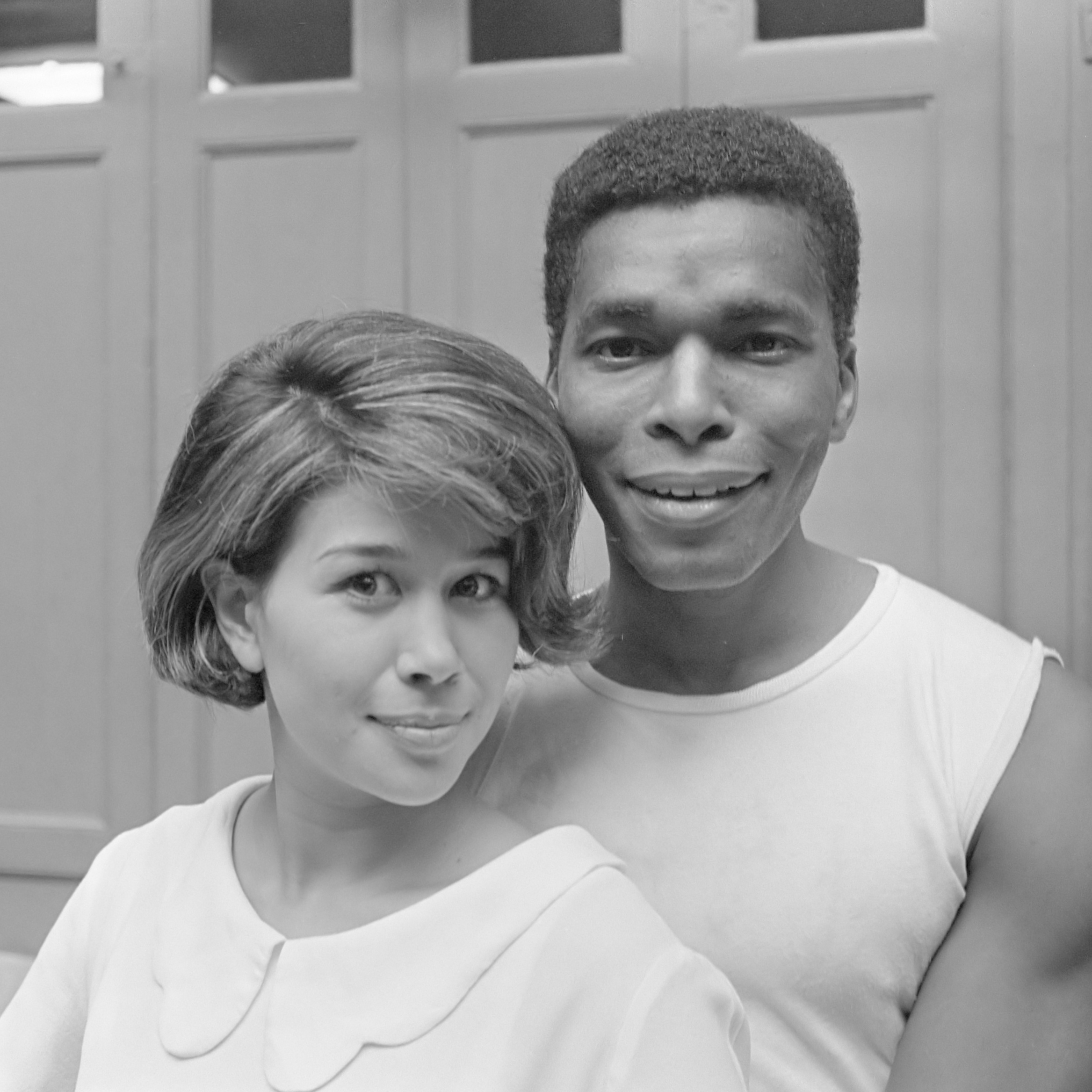
Anneke Grönloh et Donald Jones dans la revue Snip et Snap en 1965.
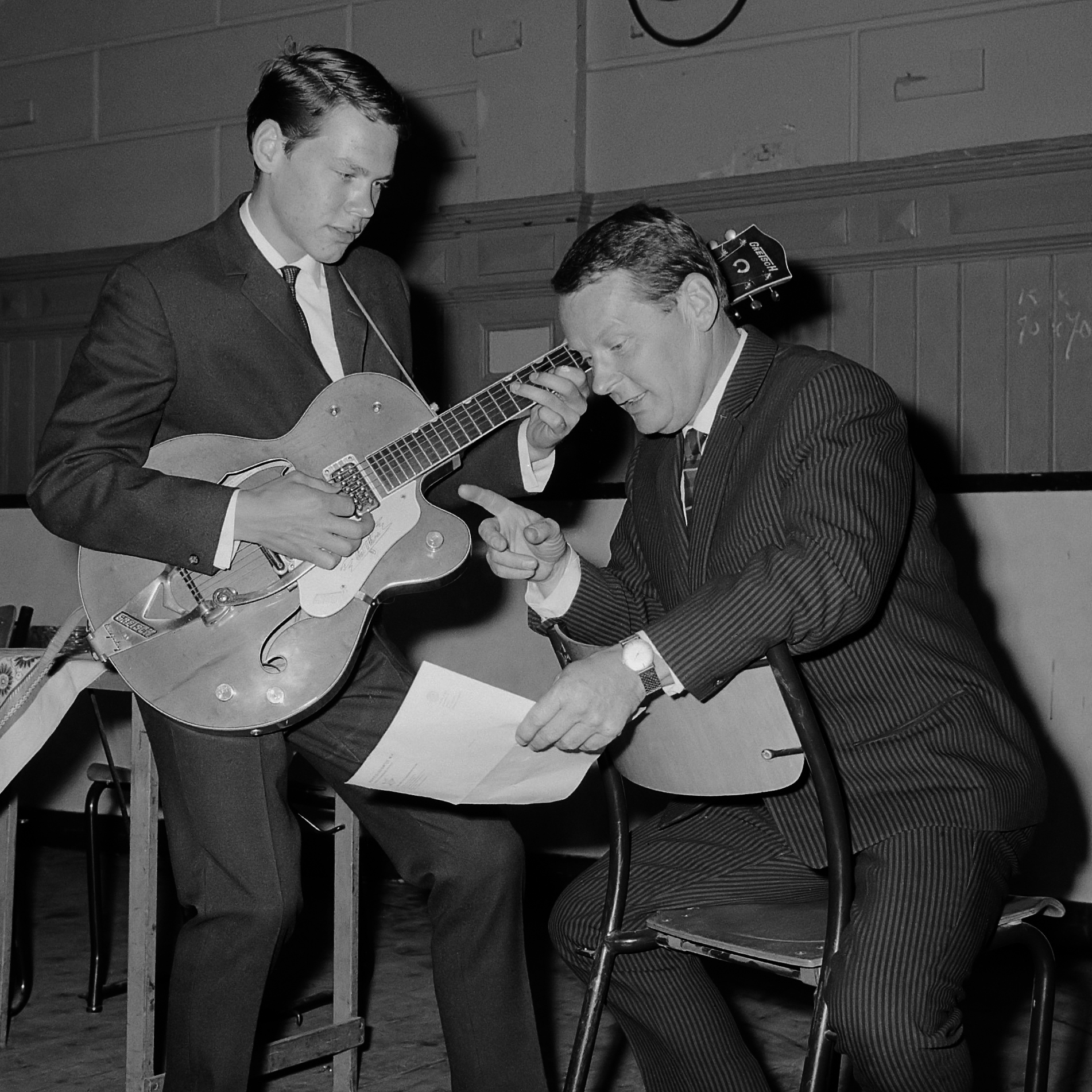
Toby Rix (nl) et Jerry Rix dans la revue Snip et Snap en 1964.

## Discographie
- 1938 : Snap Je Dat Nou Juffrouw Snip?	- 78rpm10"single - Panachord - H 1030
- 1938 : Internationale Parade - Deel 1: Sonny Boy~Wenn Die Sonja Russisch Tanzt~Snap Je Dat Nou Juffrouw Snip / Internationale Parade - Deel 2: Snap Je Dat Nou Juffrouw Snip~Parlez Moi D'Amour	-	78rpm10"single - PANACHORD - H 1060
- 1943 : Adieu, Kleine Meid... / Als Op Het Leidscheplein De Lichtjes Weer Eens Branden Gaan	- 78rpm10"single - Decca	-	M 32065
- 1953 : Ballade Van Een Taxichauffeur / Sterren Stralen Overal - 78rpm10"single - Philips- P 17136 H
- 1957 : Daar Zit Muziek In... Al 20 Jaar - Successen Uit De Snip & Snap Revues Van 1937-1957 	- 10"LP - Philips - P 13043 R
- 1962 : 't Staat In De Sterren - Willy Walden, Piet Muyselaar In De Snip En Snap Revue  - 10"LP - Philips - P 600 339 R
- 1966 : Glorie Jubileum 1946/1966		- 7"EP - Philips - 110 848 E
- 1969 : Een Koffer Vol Met Souvenirs Uit Nederland / Geen Stad Als Amsterdam 	- 7"single - Europhon - P 5057
- 1969 : Snip & Snap Successen		- 12"LP	- Polydor -	1656 021
- 1970 : Van Toen Tot Thans - Snip & Snap Herinneringen		- 12"LP	- Polydor - 2441 017
- 1971 : Het Beste Van Snip En Snap		- 12"LP - Polydor -	2441 033
- 1972 : Hoogtepunten Uit De Snip En Snap Revues - Conférences En Liedjes 	- 12"LP - Philips - 6440 054
- 1973 : Hoogtepunten Uit De Revue: Juffrouw Snip En Juffrouw Snap Anno 1972 ~ Als Snip Niet Snapt Wat Snap Snapt / Hoe Maak Je Stemming ~ Twee Ouwe Vrienden, Margriet Presenteert: 	- 7"EP - Margriet - 6802 335
- 1974 : De Nieuwste Van Snip & Snap  - 12"LP - Polydor - 2441 047
- 1978 : Ja Dat Was Revue... Hoogtepunten Uit 40 Jaar Snip & Snap Revues  - 2 12"LP's - POLYDOR	- 2670 257
- 1980 : De Snip & Snap Story - 12"LP - Polydor - 2441 106
- 1988 : Herinneringen Met Snip & Snap - CD - Polydor - 835 725 2
- 1991 : Snap Je Dat Nou, Juffrouw Snip? - Willy Walden En Piet Muyselaar - 1938-'46 	- 12"LP	- Panachord	- DH 2053
- 2000 : 't Is Niet M'n Broer! -	CD	- Rotation - 541 672 2
- 2007 : De Keuze Van Annie De Reuver - CD - Weton Wesgram -	NN 007

## Source de la traduction
- (nl) Cet article est partiellement ou en totalité issu de l’article de Wikipédia en néerlandais intitulé « Snip en Snap » (voir la liste des auteurs).